# Tristan Ranx
Pour les articles homonymes, voir Ranx et Gigot (homonymie).
 (avril 2018).
Si vous disposez d'ouvrages ou d'articles de référence ou si vous connaissez des sites web de qualité traitant du thème abordé ici, merci de compléter l'article en donnant les références utiles à sa vérifiabilité et en les liant à la section « Notes et références ».
Tristan Ranx, de son vrai nom Éric Jacques Franck Gigot, est un écrivain français né le 21 décembre 1966, auteur du roman La cinquième saison du monde (2009).

## Biographie

### Formation
Il étudie l'histoire de l'art et la philosophie à l'Université de Paris VII - Diderot et, le 25 février 2016, il est nommé docteur en Histoire à l'Université de Oradea, en Transylvanie roumaine, pour sa thèse en français sur "Le mythe de l'Eldorado, un imaginaire entre utopie, dystopie et retour à l'origine", sous la direction du professeur docteur Mihai Drecin.
(In Doctorat în Istorie la Universitate, Journal Crișana, mercredi 24 février 2016)

### Carrière
D'abord journaliste pour des magazines et des revues dont Supérieur Inconnu, Standard magazine, Bordel et Libération, il est repéré en 2008 par le magazine Technikart dans le cadre de l'Opération manuscrit, fait l'unanimité et remporte le prix éponyme. Il écrit également pour L'Incorrect.

### Hacktivisme en Libye
En mai 2011, Tristan Ranx organise l'Opération 56 K: Des modems analogiques pour les Libyens qui a pour but d'aider les révolutionnaires libyens à se connecter à Internet malgré la coupure des communications numérique en rassemblant des vieux modems analogiques 56K et en les envoyant en Libye pour restaurer une connexion internet afin de reconstituer un petit réseau internet là où il n'y a pour l'instant que des connexions isolées et clandestines. Les partenaires de l'opération sont  les magazines Fluctuat.net, Chronic'art, Ulule, Thierry Théolier (Syndicat du Hype), AdB-SolidaTech (don de 150 modems 56K USB), Benjamin Bayart de FDN (l'association des Fournisseurs d'Accès Internet), qui avait déjà mis à disposition des lignes internationales gratuites pour la communication internet lors du black out de la révolution Égyptienne. Les Libyens auront accès à des lignes ouvertes qui leur permettront de se connecter au réseau,.

## Œuvres
- Falkenstein (roman) (postface de Bertrand Delcour), Éditions Du Moine Bourru, 2000
- La Cinquième saison du monde (roman), Max Milo Éditions, 2009[6]
- Nuevo Dorado, à la recherche de la cité d’or (récit), Éditions Gallimard, 2021

## Récompenses
- Prix Technikart - Opération Manuscrit 2008, pour son roman "La cinquième saison du monde".(Editions Max Milo, septembre 2009)